# Zamek Ross
Zamek Ross (irl. Caisleán an Rois) – zamek w południowo-zachodniej Irlandii, na wyspie Ross na jeziorze Lough Leane na terenie Parku Narodowego Killarney w hrabstwie Kerry. Był rodową siedzibą klanu O'Donoghue, obecnie udostępniony jest zwiedzającym.

## Historia
Zamek Ross uchodzi za typowy przykład średniowiecznego zamku irlandzkiego naczelnika klanu. Dokładny czas powstania twierdzy nie jest znany, uważa się jednak, że zamek powstał z polecenia członka klanu O'Donoghue pod koniec XV wieku. Zamek Ross był ostatnią twierdzą w Irlandii, która stawiała jeszcze opór Oliverowi Cromwellowi podczas jego krwawej kampanii w XVII wieku. W końcu jednak zamek przeszedł na własność korony angielskiej. W kolejnych wiekach zamek często zmieniał właścicieli, aż w 1979 roku stał się własnością Republiki Irlandii. Zamek gruntownie wówczas odrestaurowano i odtworzono w nim XVII i XVIII-wieczny wystrój.